# Armato
Flavio Armato (en latín, Flavius Armatus, fallecido en 477), también conocido como Harmatius, fue un comandante militar bizantino, magister militum bajo los emperadores León I, Basilisco y Zenón, además de cónsul romano en 476, mismo año de la caída del Imperio romano de Occidente. Jugó un papel decisivo en la rebelión de Basilisco contra Zenón y en su posterior caída.

## Origen y carrera temprana
Armato era sobrino de Basilisco y de la emperatriz Elia Verina, esposa de León I. Se sabe que Armato tuvo un hijo, también llamado Basilisco. Durante la última parte del reinado del emperador León, Armato, como magister militum per Thracias, sofocó con éxito una revuelta en Tracia, cortando las manos de los prisioneros tracios y enviándolos a los rebeldes. Es posible que los rebeldes fueran hombres del gótico tracio Teodorico Estrabón, un comandante militar bajo León, y por lo tanto esta revuelta habría sido la iniciada por Estrabón entre la muerte de Aspar (471) y el final del gobierno de León (473).

## Ascenso de Basilisco
Armato apoyó la rebelión de Basilisco en 475, probablemente ganando también el apoyo de Verina, que era la suegra del depuesto emperador Zenón, para los rebeldes. Durante el breve reinado de Basilisco, Armato ejerció una notable influencia tanto en el emperador como en su esposa y augusta Zenonis. Hubo rumores sobre una relación entre Armato y Zenonis. Zenonis convenció a Basilisco para que nombrara a Armato para el cargo de magister militum praesentalis. Armato también recibió el consulado de 476, junto con Basilisco.
Armato era una especie de dandi, que solo estaba interesado en su propio cabello y en otro entrenamiento corporal, y Teodorico Estrabón lo despreciaba por esta razón. Estrabón, por lo tanto, estaba insatisfecho con Basilisco, a quien había ayudado en su levantamiento contra Zenón, porque le había dado el título de magister militum praesentalis, un rango tan alto como el de Estrabón, a un hombre así.
Después de los honores y la riqueza recibidos por su tío Basilisco, Armato se consideraba el más valiente de los hombres, vistiéndose como Aquiles y desfilando por su casa cerca del Hipódromo. Durante su deambular, la gente lo llamaba "Pirro", ya sea porque era de tez rojiza o porque se burlaban de él.

## Caída de Basilisco y muerte de Armato
En el verano de 476, Zenón se mudó de Isauria para recuperar su trono y sobornó a los generales de Basilisco, Illos y Trocundo, para que se unieran a él. Basilisco reunió a todas las tropas de Tracia, la ciudad de Constantinopla e incluso a la guardia del palacio y, después de unir a Armato con un juramento de lealtad, los envió a encontrarse y derrotar a Zenón. Sin embargo, cuando Armato conoció a Zenón, fue sobornado para que se uniera al emperador isaurio, quien le prometió el título de magister militum praesentalis de por vida, su hijo, Basilisco, el título de césar y el título de heredero de Zenón.
Después de su restauración, Zenón cumplió sus promesas, dejando que Armato mantuviera su título de magister militum praesentalis, posiblemente incluso elevándolo al rango de patricio, y nombró a su hijo Basilisco César en Nicea. En 477, sin embargo, Zenón cambió de opinión, según Evagrio Escolástico por instigación de Illos, un general isaurio que había ayudado al ascenso de Basilisco y más tarde cambió de bando a Zenón, y que habría ganado con la caída de Armato. Armato fue asesinado, por orden de Zenón, por el propio amigo de Armato, Ornulfo, quien, como un pobre bárbaro, había sido recibido por Armato, fue ascendido a comes, y luego comandante de Iliria; Armato incluso le prestó una gran cantidad de dinero para pagar un banquete. Los ciudadanos de Constantinopla se regocijaron después de su muerte. Zenón confiscó todas las propiedades de Armato, depuso a su hijo Basilisco y lo ordenó sacerdote.

## Relación entre Armato y Odoacro
Una publicación reciente de Stephan Krautschick ha abierto el estudio de la vida de Armato a nuevas interpretaciones, en particular la relación entre Armato y la familia de Basilisco y Odoacro, cacique de los hérulos y más tarde rey de Italia. La afirmación de Krautschick, que ha sido adoptada por estudiosos posteriores, fue que Armato era hermano de Ornulfo y Odoacro, por lo que el líder de los hérulos también era sobrino de Basilisco y Elia Verina. En particular, esta interpretación arroja luz sobre por qué Armato estaba tan interesado en ayudar a Ornulfo, y que fue su propio hermano quien lo mató.
El vínculo entre Armato, Odoacro y Ornulfo es un fragmento de Juan Antioqueno, en el que se dice que Ornulfo es el asesino y hermano de Armato. Antes del trabajo de Krautschick, y también según otros eruditos, la lectura fue enmendada para leer que "Odoacro era el hermano del Onulfo que mató a Armato". Esta enmienda hizo que el fragmento de Juan fuera compatible con los relatos de otros historiadores, ya que ni Juan Malalas ni Malco hacen ninguna referencia al hecho de que Armato fue asesinado por su propio hermano, y no se hace referencia a un parentesco de sangre entre Odoacro y Basilisco.